# Basi militari statunitensi in Italia

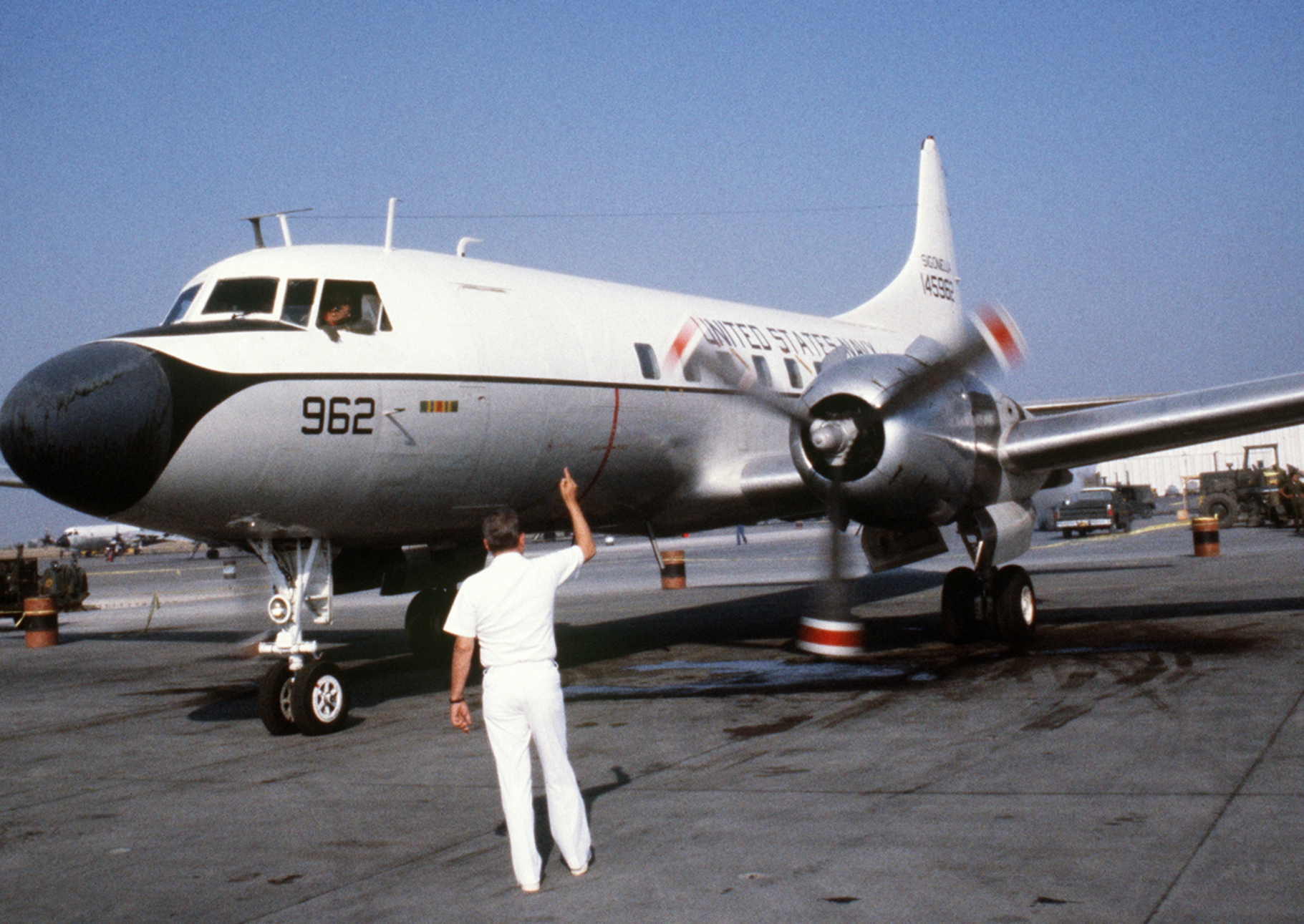
Un C-131G Samaritan alla NAS di Sigonella negli anni '80

La basi militari statunitensi in Italia sono presenti dal 1951 a seguito della sottoscrizione di un accordo di collaborazione militare nell'ambito della NATO.
Nel 2013 erano presenti sul territorio italiano 9 basi ed installazioni militari con personale statunitensi (comprese quelle NATO), con circa 13 000 militari.

## Storia
Nel 1951 gli Stati Uniti e l'Italia firmarono un primo accordo di cooperazione militare: gli Stati Uniti avrebbero rimesso in sesto il sistema di comunicazione militare in tutta Italia in cambio di circa mille ettari di terreno, tra Livorno e Pisa, da dedicare ad una base militare e la concessione ad operare militarmente, con proprie truppe, in Italia.
Il 15 novembre 1952 quei terreni divennero la base militare statunitense di Camp Darby, che prese il nome del brigadiere generale William Orlando Darby, ucciso in azione sulle rive del lago di Garda a Torbole il 30 aprile 1945.
Sempre nel 1951 a Napoli nasce il Naval Support Activity Naples come comando navale della Sesta flotta del Mediterraneo.
Il 20 ottobre 1954 fu stipulato un accordo bilaterale sulle infrastrutture militari, stipulato tra l'Italia e gli Stati Uniti.
Nel 1955, a seguito della firma del trattato di pace tra gli Stati Uniti e l'Austria, che si era dichiarata neutrale, tutte le truppe d'occupazione statunitensi dovettero lasciare il Paese, e furono ridislocate, compresi i mezzi e le attrezzature, in Italia presso Camp Darby.
Con l'Austria oramai neutrale, il fianco orientale dell'Italia settentrionale era diventato vulnerabile ad eventuali attacchi da parte del blocco sovietico: per ridurre il pericolo in questo settore, gli Stati Uniti decisero di istituire una specifica forza militare ed il 2 ottobre 1955 fu creato l'U.S.A.S.E.TA.F. – United States Army Southern European Task Force.
Il 25 ottobre 1955 la prima sede della S.E.TA.F. fu stabilita a Camp Darby, ma la maggior parte della truppa fu acquartierata a Vicenza

Poco dopo la sua creazione, la S.E.TA.F. spostò la propria sede a Verona. Contemporaneamente, quello stesso anno, nell'ambito di un accordo NATO, la base aerea di Aviano divenne il quartier generale del United States Air Forces in Europe.
Fu firmato anche un secondo accordo tra gli Stati Uniti e l'Italia, che portò ad un aumento delle truppe statunitensi fino a circa 10 000 militari.
Nel 1958 fu autorizzata una base aerea (Naval Air Station) della US Navy e nell'agosto 1959 partirono i primi voli dalla United States Naval Air Facility Sigonella in Sicilia.

Nel 1959, in seguito alla visita a Roma del presidente statunitense Dwight D. Eisenhower, fu firmato un terzo accordo che portò a significativi cambiamenti in seno alla S.E.TA.F.:
- piena operatività dell'Esercito Italiano;
- taglio delle truppe statunitensi in Italia del 50%, per arrivare ad una quota di circa 5 000 militari
- cessione all'Italia di tutti i materiali ed attrezzature bellico-militari dei reparti statunitensi rimpatriati;
- inclusione nell'organico della S.E.TA.F. anche degli ufficiali e sottufficiali dell'Esercito Italiano lì assegnati con compiti di collegamento.

Nel 1960 era divenuta operativa anche la San Vito dei Normanni Air Station, prima dipendente da Aviano, poi autonoma come sede di installazioni radio e comunicazioni, fino al 1994.
Nel 1964 alla S.E.TA.F., che aveva lo scopo di «provvedere alla consulenza ed assistenza dell'artiglieria italiana da campo e delle unità di difesa aerea», fu assegnato il 559th U.S.A.A.G. – United States Army Artillery Group, dal quale dipendevano:
- 69th Ord.Co. - Ordnance Company di stanza a Longare, con il compito di effettuare la manutenzione delle bombe atomiche;
- 28th U.S.A.F.A.D. - United States Army Field Artillery Detachment, con il compito della difesa fisica delle bombe.

Nel 1965 la sede della S.E.TA.F. fu definitivamente spostata nella caserma “Carlo Ederle” di Vicenza.

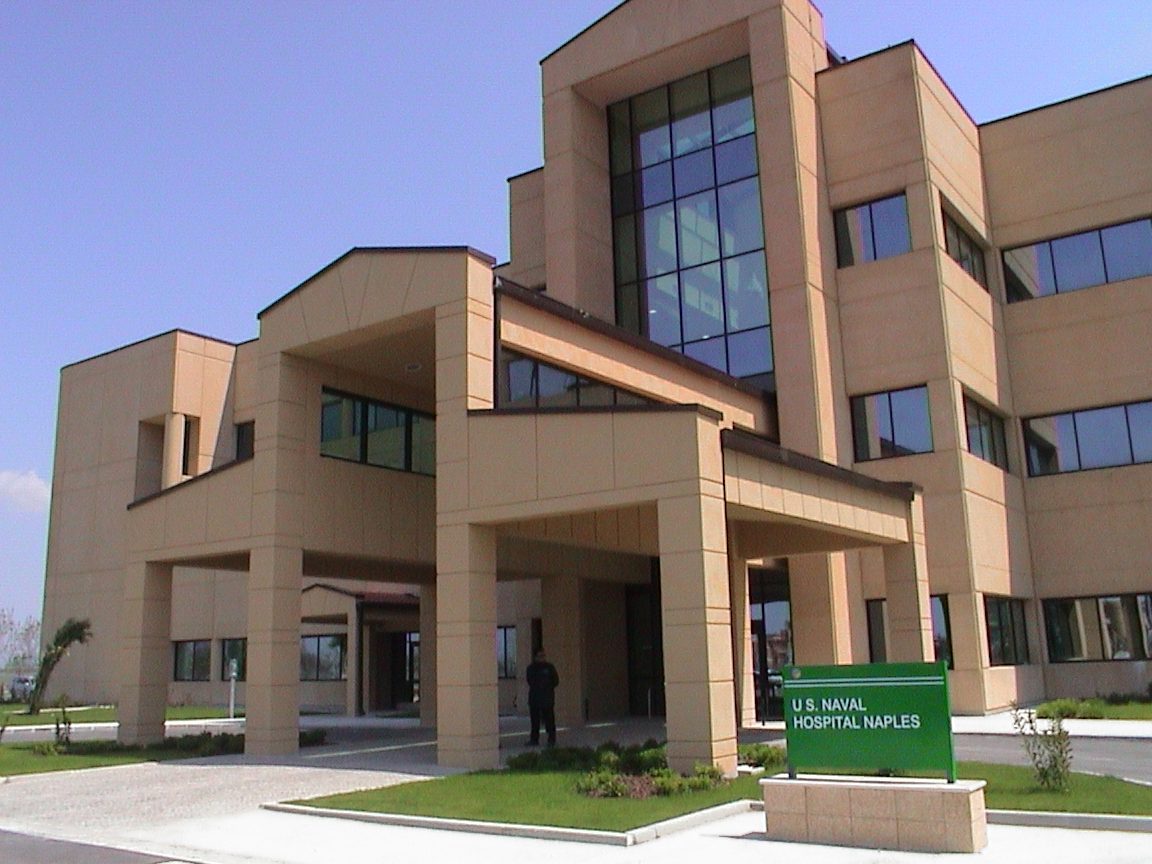
U.S. Naval Hospital Naples di Napoli nel 2003

Nel 1967 nasce il Naval Hospital Naples ad Agnano e il Naval Support Activity a Gaeta.
Nel 1970 si ebbero altri mutamenti:
- taglio delle truppe statunitensi in Italia di un ulteriore 50%, per arrivare ad una quota di circa 2 500 militari;
- taglio del personale civile statunitense in Italia del 70%, questo per una scelta unilaterale di riduzione dei costi;
- restituzione alla sovranità italiana del porto di Livorno, già sotto il controllo dell'8th Area Support Group.

Nel 1972 i compiti del Comando S.E.TA.F. e l'area geografica di responsabilità aumentarono, quando il Comando assunse sotto la propria responsabilità anche i comandi di artiglieria di stanza in Grecia (558th U.S.A.A.G.) ed in Turchia (528th U.S.A.A.G.), attivi dai primi anni sessanta.

La missione primaria della S.E.TA.F., durante gli anni '80, fu la difesa dei valichi alpini orientali, in previsione di un'invasione sovietica, ed il comando/controllo delle scorte di armamento nucleare ancora situato nell'Italia settentrionale.

Fino al 1992, il Comando S.E.TA.F. fu considerato un Comando logistico, pur avendo ai suoi ordini:
- un battaglione paracadutisti;
- tre U.S.A.A.G.;
- e mantenendo sotto la propria responsabilità la base logistica di Camp Darby con l'8th Area Support Group.

Il Comando S.E.TA.F. successivamente fu designato come Comando d'appoggio e ancora dopo come Comando di teatro, nonché responsabile per il ricevimento e la preparazione per il combattimento ed il movimento delle forze nell'Europa meridionale in caso di conflitto.

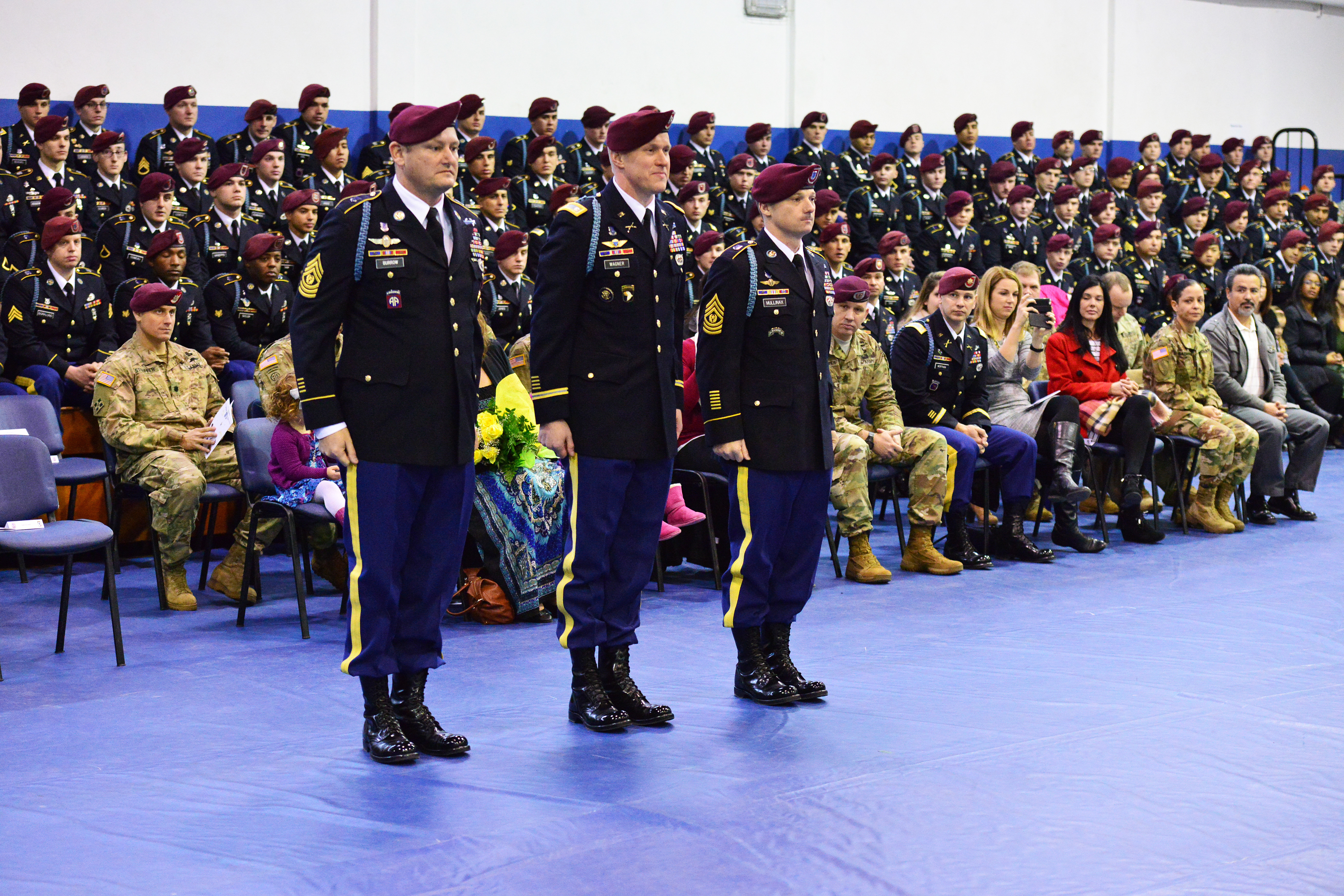
Cambio di comando alla caserma Ederle di Vicenza nel 2017

Nel 2000 è stata riattivata alla Caserma Ederle di Vicenza la 173rd Airborne Brigade Combat Team. Nel 2003 l'ospedale navale è stato trasferito da Agnano nella nuova sede di Gricignano d'Aversa.
Nel 2004 nella NAS di Sigonella la Defense Logistics Agency (DLA) ha istituito un "Deposito della Difesa", divenuto la principale base logistica e di rifornimento USA per il Mediterraneo.
Nel 2008 il SETAF è divenuto United States Army Africa (USARAF), perdendo la componente aerea, come parte del United States Africa Command (AFRICOM), il cui quartier generale è in Germania. A fine 2008 il ministro degli esteri Frattini ha annunciato che l'Africom vedrà la sua componente navale dislocata a Napoli e quella terrestre a Vicenza.
Nel 2012 la base di Camp Darby a Pisa è stata ridimensionata, divenendo satellite di quella di Vicenza, che nel 2013 ha inaugurato una seconda installazione, il Camp Del Din.

## Militari statunitensi presenti in Italia
Al 30 settembre 2015 erano dislocati in Italia 11 799 militari statunitensi. Al 30 settembre 2019 erano 12 902.
Personale militare
| Tipologia                                          | Totale al 2019 | Army  | Navy  | USMC | USAF  | Fonte |
| -------------------------------------------------- | -------------- | ----- | ----- | ---- | ----- | ----- |
| Personale militare e dipendenti delle forze armate | 12 902         | 3 955 | 3 992 | 318  | 4 636 |       |

| Tipologia                                          | Totale al 2015 | Army  | Navy  | USMC | USAF  | Fonte |
| -------------------------------------------------- | -------------- | ----- | ----- | ---- | ----- | ----- |
| Personale militare e dipendenti delle forze armate | 11 799         | 4 315 | 3 638 | 19   | 3 827 | [ 5 ] |

Personale civile al 2015
| Tipologia                                        | Totale assunti direttamente | Totale stranieri | Civili | Stranieri assunti direttamente | Stranieri assunti indirettamente | Totale dipendenti civili | Fonte |
| ------------------------------------------------ | --------------------------- | ---------------- | ------ | ------------------------------ | -------------------------------- | ------------------------ | ----- |
| Personale civile e dipendenti delle forze armate | 5 605                       | 3 230            | 2 376  | 3 229                          | 1                                | 65                       | [ 5 ] |

## Le installazioni militari statunitensi in Italia
| Regione               | città                | Nome                                            | tipologia                  | Forza armata        | Note           |
| --------------------- | -------------------- | ----------------------------------------------- | -------------------------- | ------------------- | -------------- |
| Friuli Venezia-Giulia | Aviano               | Base aerea di Aviano                            | Base aerea                 | USAF                | Sito ufficiale |
| Veneto                | Vicenza              | Caserma Ederle                                  | Base militare              | US Army             | Sito ufficiale |
| Veneto                | Vicenza              | Camp Del Din                                    | Base militare              | US Army             | Sito ufficiale |
| Toscana               | Pisa                 | Camp Darby                                      | Base militare              | US Army             | Sito ufficiale |
| Lazio                 | Gaeta                | Gaeta Naval Support Activity                    | Base navale                | US Navy             | Sito ufficiale |
| Campania              | Napoli               | Naval Support Activity Naples                   | Comando logistico          | US Navy (VI flotta) | Sito ufficiale |
| Campania              | Gricignano di Aversa | Carney Park                                     | Centro ricreativo militare | US Navy             | Sito ufficiale |
| Sicilia               | Niscemi              | Naval Radio Transmitter Facility (NRTF) Niscemi | Base radio                 | US Navy             | Sito ufficiale |
| Sicilia               | Sigonella            | Base aerea di Sigonella                         | Base aerea                 | US Navy             | Sito ufficiale |

Fonte: (EN) Department of Defense, Base Structure Report (BSR) - Fiscal Year 2015 Baseline (PDF), su acq.osd.mil. URL consultato il 4 agosto 2016 (archiviato dall'url originale il 5 luglio 2016).

### Unità per la custodia delle armi nucleari statunitensi
La presente lista rispecchia la situazione dei reparti riferita alla prima metà degli anni '80, ma in precedenza, prima nel 1966 e poi negli anni '70, erano presenti due situazioni organizzative con differenze più o meno marcate. Si specifica che tutte le unità citate nella seguente lista sono state disciolte fra il 1988 ed il 1992.
Nota esplicativa sui denominativi delle unità: Ordnance (Servizio munizioni), USAAG (United States Army Artillery Group), USAFAD (United States Army Field Artillery Detachment).
- 59th Ordnance Brigade (era il comando superiore in Germania e controllava tutte le unità con testate nucleari USA in Europa, basata alla Husterhöh Kaserne, di Pirmasens, D);
- 559th USAAG (United States Army Artillery Group) – Vicenza (Caserma Ederle) (unità con funzioni di comando in Italia, attivata nel 1964, disattivata nel 1992 in Germania);
- 167th Signal Company – Vicenza (Caserma Ederle) (compagnia trasmissioni, necessaria per stabilire e mantenere comunicazioni sicure con le varie unità dislocate sul territorio);
- 62nd Engineer Comp. – Vicenza (Caserma Ederle) (compagna genio incaricata di posizionare ed attivare le ADM Atomic Demolition Munition, cariche atomiche da demolizione);
- 68th Ordnance Company – Longare (gestiva il Site "Pluto" deposito principale delle testate nucleari USA in Italia, definite dai militari special ammo o munizionamento speciale);
- 19th Ordnance Detachment - Longare - Vicenza (piccolo distaccamento probabilmente destinato al supporto "a domicilio" delle unità schierate sul territorio);
- 28th USAFAD - Longare - Vicenza (unità incaricata della difesa del Site "Pluto", fino al1976 era a Portogruaro nella Caserma "Capitò" a supporto del Site "Castor" di Teglio Veneto, deposito delle testate nucleari per i razzi "Honest John" della 3ª Brigata missili "Aquileia" che sono stati ritirati definitivamente nel 1975);
- 11th USAFAD – Bressanone (Caserma "Ruazzi", sede logistica a supporto del Site "Rigel" di Naz-Sciaves, deposito dei proiettili nucleari per gli obici da 203 mm M115 della 3ª Brigata missili "Aquileia");
- HQ & Team 1 del 12th USAFAD – Oderzo (Caserma "Zanusso", sede logistica a supporto del Site "Aldebaran" di Chiarano, deposito delle testate nucleari per i missili MGM-52 "Lance" della 3ª Brigata missili "Aquileia");
- Team 2 del 12th USFAD – Codognè (Caserma "Maset", sede logistica a supporto del Site "Algol" di Palù di Orsago, deposito delle testate nucleari per i missili MGM-52 "Lance" della 3ª Brigata missili "Aquileia");
- HQ & Team 1 del 34th USAAD – Ceggia (disattivato nel 1987, era un sito per i missili Nike con testata nucleare della 1ª Aerobrigata intercettori teleguidati);
- Team 2 del 34th USAAD – Conselve (disattivato nel 1988, era un sito per i missili Nike con testata nucleare della 1ª Aerobrigata intercettori teleguidati);
- Team 3 del 34th USAAD – Chioggia (disattivato nel 1988, era un sito per i missili Nike con testata nucleare della 1ª Aerobrigata intercettori teleguidati);
- Team 4 del 34th USAAD - Cordovado (disattivato nel 1988, era un sito per i missili Nike con testata nucleare della 1ª Aerobrigata intercettori teleguidati);
- HQ & Team 1 del 47th USAAD – Monte Calvarina (disattivato nel 1988, era un sito per i missili Nike con testata nucleare della 1ª Aerobrigata intercettori teleguidati);
- Team 2 del 47th USAAD – Bovolone (disattivato nel 1988, era un sito per i missili Nike con testata nucleare della 1ª Aerobrigata intercettori teleguidati);
- Team 3 del 47th USAAD – Zelo (disattivata nel 1998[9], era un sito per i missili Nike con testata nucleare della 1ª Aerobrigata intercettori teleguidati).

#### Munizioni nucleari schierate
Le munizioni nucleari (definite dai militari special ammo o munizionamento speciale) erano di proprietà e sotto il controllo dell'esercito americano, che in caso di ordine da parte del presidente degli Stati Uniti, le avrebbe predisposte per l'attivazione e poi le avrebbe consegnate ai reparti italiani che avevano l'incarico predefinito di impiegarle, ma solo a seguito di uno specifico ordine sempre del presidente americano, il quale avrebbe adoperato la cosiddetta valigetta nucleare (nuclear football), la quale funzione era proprio quella di trasmettere tali tipologia di ordini in maniera sicura ed univoca. 
A titolo esemplificativo si riporta la lista delle testate nucleari schierate e custodite presso il Site "Pluto" che erano le seguenti.
Armi per le forze USA: 
- nr. 50 proiettili d'artiglieria nucleari da 155 mm per obici d'artiglieria destinati alla 30th Mechanized brigade della US Army National Guard della Carolina del Nord, di previsto rischieramento in Italia in caso di un attacco da parte delle forze del Patto di Varsavia, questa unità da combattimento particolarmente valida e con una lunghissima tradizione, avrebbe operato a supporto del comando NATO FTASE, schierato in Italia nord-orientale e guidato da un generale italiano;
- nr. 24 ADM, ADM Atomic Demolition Munition, cariche atomiche per eseguire grandi demolizioni speditive di ponti e viadotti nelle zone della soglia di Gorizia, del Canal del Ferro, del bacino del fiume Tagliamento sia in pianura che nelle zone montane, del Brennero e di Prato alla Drava, tutte aree di possibile accesso al territorio italiano, da parte di forze attaccanti provenienti da est.

Armi per le forze Italiane:
- nr. 60 testate nucleari per i missili contraerei Nike Hercules dell'Aeronautica Militare, destinati specificatamente a distruggere gli aerei nemici armati di bombe nucleari;
- nr. 42 testate nucleari per i missili superficie-superficie Lance dell'Esercito, destinati a colpire i principali bersagli posti nelle retrovie avversarie, grazie alla portata di 130 km;
- nr. 29 proiettili nucleari per gli obici d'artiglieria da 203 mm M1 (8-inch) dell'Esercito, destinati a colpire concentrazioni di forze attaccanti che si dirigono verso le linee amiche.

Il Site "Pluto" era collocato in una enorme galleria scavata nel fianco dei Colli Berici, ma gli altri siti erano in zone pianeggianti, a titolo di esempio si riportano le misure di sicurezza di uno di tali siti, ovvero il Site "Castor", vicino a Portogruaro. Esso era protetto da una tripla recinzione con rete metallica e filo spinato, quella esterna era protetta da militari dell'Esercito Italiano che costituivano una guardia composta da 25-30 soldati presenti in ogni momento. Le due ulteriori recinzioni erano immediatamente attorno ai bunker in cemento armato e ricoperti di terra, dove erano custodite le armi nucleari. I militari americani controllavano l'unico accesso attraverso ciascuna di queste due recinzioni, entro le quali non potevano entrare i militari italiani. il loro servizio di guardia era 24 ore durante la settimana e di 48 ore nei weekend. C'era un turno di 4 militari in servizio che ruotavano ogni 2 ore, durante le quali i bunker venivano controllati ogni 15 minuti per assicurarsi che gli stessi fossero in condizioni di sicurezza.
Una volta all'anno i militari americani partecipavano ad una grande esercitazione NATO assieme agli italiani che si svolgeva sull'altipiano di Asiago e che presupponeva un attacco sovietico attraverso il passo del Brennero.
Dopo la caduta del Muro di Berlino e lo scioglimento del Patto di Varsavia, venne meno la necessità di mantenere queste armi nucleari in Europa e lo US Army provvide al loro ritiro e successivo trasferimento negli USA. Al termine delle operazioni la 59th Ordnance Brigade e tutte le rimanenti unità alle sue dipendenze, furono deattivate nel giugno del 1992.